# Laguna la Paya
La laguna la Paya est un lac situé en Colombie, dans le département de Putumayo.

## Géographie
La laguna la Paya s'étend sur 3 km2 dans la municipalité de Puerto Leguízamo. Elle est protégée par le parc national naturel de La Paya où elle est un élément central de l'hydrographie.